# Негонококковый уретрит
Негонококковый уретрит (НГУ) — уретрит, не связанный с гонококком. Передаётся половым путём, может быть вызван различными возбудителями, среди которых микоплазмы, уреаплазмы и хламидии. Стоит отметить, что воспалительный процесс в мочеиспускательном канале может быть вызван представителем банальной флоры, в частности, кишечной палочкой.
Инкубационный период как правило длится около 2-х недель. НГУ часто протекает бессимптомно. В большинстве случаев больных беспокоят выделения из мочеиспускательного канала; возможен зуд в мочеиспускательном канале, боль при мочеиспускании обычно незначительная или отсутствует.
Принципы лечения больного НГУ уретритом сходны с принципами лечения других ЗППП: назначение больному антибиотика, одновременное лечение полового партнера/половых партнеров, с которыми был контакт за последние 2 месяца, воздержание от интимной близости в течение 7 дней терапии.